# Jacques Lacan
 Der er for få eller ingen kildehenvisninger i denne artikel, hvilket er et problem. Du kan hjælpe ved at angive troværdige kilder til de påstande, som fremføres i artiklen.

Jacques Marie Émile Lacan (født 13. april 1901, død 9. september 1981) var en fransk psykoanalytiker og psykiater, der har fremsat fremtrædende bidrag til psykoanalysen og filosofi. Han er blevet kaldt "den mest kontroversielle psykoanalytiker siden Freud"[kilde mangler]. Lacan gav årlige seminarer i Paris fra 1953 til 1981. Han havde stor indflydelse blandt Frankrigs intellektuelle i 1960'erne og 1970'erne, især blandt poststrukturalistiske filosoffer. Hans ideer har haft en betydelig indvirkning på den kritiske teori, litteraturteori, tyvende århundredes franske filosofi, sociologi, feministisk teori og klinisk psykoanalyse. Lacan har været inspirationskilde for blandt andre Judith Butler, Louis Althusser og Slavoj Žižek
Dele af hans skrifter er blevet sønderlemmende kritiseret af Alan Sokal og Jean Bricmont.

## Biografi
Lacan var uddannet læge og psykiater og skrev sin disputats om paranoia i 1932. Han blev i 1936 medlem af Société Psychanalytique de Paris (Paris' psykoanalytiske selskab). Hans mundtlige undervisning (Seminarer) begyndte i 1953 og fortsatte til hans død i 1981. Hans undervisning var en bestræbelse på at udvikle en rationel beskrivelse af den psykoanalytiske praksis. Hans skrifter (Écrits) udgør en antologi af artikler, som også har gjort ham berømt uden for psykoanalytiske kredse.
Lacans psykoanalytiske svendestykke var teorien om spejlstadiet fra 1936, hvori han kombinerede Freuds narcissismebegreb med elementer fra den eksperimentelle psykologi.
Lacan opsamlede forskellige områder for viden, herunder lingvistik, filosofi, psykiatri og matematik, men uden nogensinde at give slip på, hvad psykoanalysen kan fortælle om mennesket. Han fulgte i dette arbejde sin helt egen vej og understregede eksistensen af det reelle, der er på spil i den psykoanalytiske erfaring, hvor det dukker op i blandt andet nydelsen og symptomerne. Derved udviklede Lacan sig gradvist til en hård kritiker af den etablerede psykoanalyse, som han anklagede for at forvanske Freuds tanker. Han forsøgte at udlede en fornyet forståelse af den psykoanalytiske praksis, der medførte, at han blev ekskluderet fra den International Psychoanalytical Association (IPA) i 1964, hvilket han svarede på med skabelsen af École Freudienne de Paris (Paris' freudianske skole). I modsætning til IPA's sterile ritualisering af sessioner med ganske bestemt tidslængde og med analytikeren som den empatiske og principielt bedrevidende person, forsøgte Lacan med sine tekniske tilnærmelser at fremprovokere en åbning af det ubevidste hos patienten.
Lacan havde i 1953 fået sit egentlige teoretiske gennembrud, da han erklærede sig som tilhænger af strukturalismen, der efter antropologen Claude Lévi-Strauss' eksempel søgte at overføre modeller fra sprogvidenskaben til andre human- og socialvidenskaber. Han arbejdede ud fra den antagelse, at det ubevidste er struktureret som et sprog, og drog den konsekvens heraf, at psykoanalyse er en form for sproganalyse. Han lod sig også inspirere af fænomenologien i Hegels, Heideggers og Merleau-Pontys udformning, og hans teori antog efterhånden filosofiske dimensioner, som det ikke mindst ses i hans inddeling af det psykiske i tre universelle ordener, det imaginære, det symbolske og det reelle.
Fra 1964 holdt Lacan offentlige forelæsninger, der med årene blev et stort tilløbsstykke på den parisiske intellektuelle scene. I 1966 slog han for alvor sit navn fast med udgivelsen af den store artikelsamling Écrits. Han var en af studenteroprørets guruer og blev i en årrække genstand for en nærmest hysterisk dyrkelse, hvad han selv indbød til gennem en excentrisk optræden og en stadig mere dunkel udtryksform.
I 1980 opløste Lacan sin École freudienne de Paris, som han på grund af et overvældende medlemstal med mange fraktioner ikke mere havde fuld kontrol over. Efter Lacans død er der dannet omkring tredive Lacan-inspirerede psykoanalytiske foreninger i Frankrig flere af dem med betydelige internationale udløbere. Den største af dem ledes af svigersønnen Jacques-Alain Miller, der desuden fungerer som hovedudgiver af den endnu uafsluttede serie på 28 bind Lacan-forelæsninger.

## Lacans topologi

### Det imaginære
Den imaginære forestilling er rodfæstet i Lacans begreb om spejlstadiet, der oprindelig er fra 1936, men først blev udgivet i 1949 ved en forelæsning i Zürich til en IPA-kongres.
Spejlstadiet handler om formationen af egoet gennem identifikationen med et billede af sig selv.
Spejlstadiet forekommer i alderen 6-18 måneder, når barnet begynder at anerkende sit eget billede inde i spejlet. Der er ikke tale om et fysisk spejl men mere en spejling af sig selv igennem en refleksiv overflade, eksempelvis moderens ansigt. Denne identifikation er altid kædet sammen med en form for nydelse. Når barnet ser sig selv i sit spejlbillede, får det en fornemmelse af helhed, som det ikke har normalt, hvor barnet ikke har fuld kontrol med sig selv, men igennem spejlbilledet ser barnet sig selv om værende hel, fuldkommen. Barnet identificerer sig derfor med spejlbilledet. Spejlstadiet er derfor et prælingvistisk stadium, man ikke vokser ud af. Det bliver ved med at være en del af ens erfaring.
Den imaginære identifikation qua spejlstadiet er identifikationen med et billede af sig selv, hvor man fremstår, som man gerne selv ville være. Man fremstår altså hel, fuldkommen og tiltalende over for sig selv. Et eksempel på dette kunne være det, at studiekammerater kan begynde at se deres medstuderende skrive, tale og klæde sig som den lærer, de har som forbillede. Måden vi klæder os på, måden vi taler på, måden vi opfører os på vidner om disse imaginære identifikationer med den Anden.

### Det symbolske
I 1950’erne udvikler Lacan et system, som alt i den menneskelige verden er struktureret igennem. Systemet tager udgangspunkt i strukturalismen og i særdeleshed Saussures strukturelle lingvistik. Hermed ikke sagt, at alt kan reduceres til symboler, men derimod så snart symboler fremkommer, vil alt blive struktureret i overensstemmelse med disse symboler. Han bruger Saussures forestilling om signifié (det betegnede) og signifiant (tegnet), hvor en signifiants signifié altid ville fører over til en anden signifiant. Der er her to vigtige forskelle på Saussure og Lacans forståelse af denne kæde. For det første ser Lacan modsat Saussure signifianten som den overdeterminerende inden for denne struktur, ydermere tilføjer Lacan også idéen om Mestersignifianten, der stopper kæden af signifianter. Man kan med andre ord ikke udlede nogen signifié ud fra en Mestersignifiant. Den er med andre ord en tom signifiant. Det er for Lacan derfor, at denne Mestersignifiant sikrer samfundets konsistens. Betydningsindholdet i denne Mestersiginifiant er til syvende og sidst en gåde for samfundets medlemmer, men medlemmerne går hver især ud fra, at den anden ved besked, og det de ved er rigtigt. Lacan mener, at kunne beskrive funktionen af samfundet, og det er også lige præcis derfor, at Lacan mener, at den store Anden ikke findes, men den virker. Mestersignifianten binder med andre ord den symbolske orden sammen.
Hos Lacan er det ubevidste struktureret som et sprog, der taler gennem en, i stedet for et sprog vi taler. Med andre ord definerer Lacan det ubevidste til at være den Andens diskurs. Den Store Anden er sproget, den symbolske orden. Det er en radikal andethed, som former kernen af vores ubevidste. For at være et helt menneske er vi underkastet den symbolske orden.
Det er signifianten, der markerer subjektet, og som definerer subjektets position inden for den symbolske orden.
Et subjekt i den symbolske orden kender dets placering/position inden for en større struktur og funktionen af denne struktur, som determinerende for dets handlinger.
Subjektet eksisterer ikke uden for signifiant-kæden

### Det reelle
Forestillingen om det reelle ændrede sig meget gennem Lacans karriere, fra starten af 1950’erne, hvor det var et relativt uudviklet koncept, gennem 60-70’erne hvor Lacan bruger begrebet til at beskrive forholdet mellem det imaginære og det symbolske, frem til slutningen af hans karriere, hvor det reelle får en hel central placering i hans begrebsudvikling.
For Lacan består vores virkelighed af symboler. Det reelle eksisterer ikke, i den forstand at eksistens er et produkt af tanke og tale. Det reelle er det, der modstiller sig symbolisering.
Lacan mener også, at det reelle er tæt forbundet med traumet, forstået på den måde, at et traume ikke kan symboliseres fuldt ud. Der vil altid være noget tilbage, som ikke kunne blive sagt. Lige meget hvor meget vi forsøger at sætte ord på vores smerte, er der altid noget, der ikke kan symboliseres igennem sproget. Dette er det reelle.

## Det ubevidste
For Lacan er psykoanalysen en videnskab, der går ud på at beskrive det ubevidste subjekt. Man kan ikke vide, hvad det ubevidste er, men det ubevidste fremkommer i talen. Det ubevidste er afstanden og bruddet med sproget. Der hvor sproget holder op, der hvor der er brud på den symbolske kæde. For Lacan skal sproget ikke bare forstås som, det man siger eller det man skriver, men det bestemmende system, der er baseret på differentierede relationer. Der kan med andre ord ikke være noget ubevidste uden en Anden.

## Ødipuskompleks og faderloven
For Lacan bliver ødipuskomplekset set som en symbolsk struktur. I vores samfund er den primære struktur, der definerer vores symbolske og ubevidste forhold, ødipuskomplekset. Dette kompleks indtræder, når barnet finder ud af, at det ikke er det eneste moderen begærer. Der opstår derfor et form for trekantsdrama mellem barn, mor og moderens begærsobjekt. Det er denne triangulære struktur, der nedbryder det binære forhold, som findes mellem moder og barn. Derved markerer ødipuskompleks overgangen fra det imaginære til det symbolske gennem faderloven.
Faderen skal ikke ses som en person men rettere en metafor eller en signifiant. Fadeloven, fallos, fadernavnet er en signifiant, der bryder forholdet mellem moder og barn og introducerer barnet ind i den symbolske orden af begær og mangel. Dermed bliver overjeget i ødipuskomplekset skabt gennem faderfiguren.

## Le sinthome
Hos Lacan er det netop symptomet, der er tænkt som en reel kerne i vores adgang til nydelse. Symptomet dækker altså over den angstfremkaldende reelle kerne. Det er en kompromisdannelse mellem lyst og lidelse. Lysten er altid på kant med loven (det symbolske), men kan ikke fungere uden den. Symptomet bringer ubehag, for eksempel når vi skal forklare vores fantasier for andre, altså når det bliver udsagt til den Anden, men vi tager mere end gerne imod den nydelse, fantasierne har for os selv. For Lacan bliver symptomet derfor en måde, hvorpå vi organiserer vores nydelse på. Man får på denne måde en kombination af lyst og lidelse i symptomet, den såkaldte jouissance. Det er en nydelse, der er hinsides lystprincippet. Løsningen hos Lacan er derfor le sinthome, en neologisme til symptomet, der er måden, hvorpå man forholder sig til sit symptom, bruger det kreativt. Le sinthome bliver dermed en særlig betydende formation gennemtrængt af nydelse. Symptomet bliver i den forstand det eneste positive grundlag for vores væren. Symptomet er med andre ord den eneste måde, hvorpå vi som subjekter undgår vanviddet.

## Fallos og kastration
Når man snakker om børns seksualitet, er det vigtigt at skelne denne fra voksnes seksualitet. Hos børn er det hos begge køn kun tale om en form for genital stimulation. Derved bliver genitaler et spørgsmål om at have penis eller ikke at have det, og det er igennem denne distinktion, at børn lærer, om at der er forskel på køn og i det hele taget forskel. Drengen ser derfor kvinden som en kastreret mand. Hos Lacan er fallos en signifiant og ikke blot mandens lem. Det er gennem faderloven, at fallos inkarnerer den centrale organiserende signifiant af det ubevidste. Fallos er dermed det tabte objekt, som ingen nogensinde har haft. I så henseende er fallos ikke som andre signifianter. Den er en manglens signifiant, en tom signifiant.
Fallos er det ultimative begærsobjekt, som vi har tabt. Derfor leder vi altid efter fallos, men pointen er hos Lacan, at vi aldrig nogensinde har haft den.
Kønsforskel hos Freud handler om at have penis eller ikke at have penis. Dem, der ikke har penis, må dermed antages at være kastreret. For Lacan er kastration en symbolsk proces, der drejer sig om at skære ens jouissance over. Lacan skelner mellem at have eller at være fallos. Den maskuline position handler om at have fallos, mens den feminine handler om at være fallos. Der er tale om en maskulin fallisk jouissance og den Anden jouissance, der er hinsides den falliske jouissance. Hvor fallisk jouissance referer til nydelsen, der går galt, at det aldrig lige var det. Den Anden jouissance derimod er den, vi ikke kan snakke om, da den derved vil komme ind i den symbolske orden, der per definition er fallisk. Maskulinitet og femininitet er altså ikke ifølge Lacan baseret på anatomisk forhold, men på subjektive positioner der er defineret af relationen til fallos som en signifiant. Kastration betegner derfor det fundamentale tab, for hvilket fallos er signifiant. Forskellen på kvindelig og mandlig kastration skal af den grund findes i forholdet til ødipuskompleks. Drenge kan altså foregive at have fallos, hvorimod piger skal være fallos. Dette sker igennem ødipuskompleks, hvor drengen anerkender moderens begær og dermed mangel. Drengen identificerer sig derved med faren, som formodes at have fallos. Drengen udgiver sig derfor for at have fallos velvidende om, at fallos ikke er til stede. Pigen derimod må opgive forestillingen om at have fallos, så hun kan identificere sig med moderen, og derved også blive begærsobjekt for den Anden. Kvinden bliver ifølge Lacan nødt til at opgive en del af sig selv for at blive fallos. Dette sker igennem Lacans koncept omkring maskeraden. Det er igennem maskeraden, at kvindens ikke-havende fallos transformeres til at være fallos.

## Citater
- Tilbage til Freud
- Det ubevidste er struktureret som et sprog
- Det ubevidste er den Andens diskurs
- Kvinden eksisterer ikke
- Det seksuelle forhold eksisterer ikke
- Den store Anden eksisterer ikke

### Primærtlitteratur på fransk
- Lacan, J. (1953-54): Les écrits techniques de Freud. Paris: Seuil, 1975.

- Lacan, J. (1954-55): Le moi dans la théorie de Freud. Paris: Seuil, 1978.
- Lacan, J.(1955-56): Les psychoses. Paris: Seuil, 1981.
- Lacan, J.(1959-60): L'éthique de la psychanalyse. Paris: Seuil, 1986.
- Lacan, J. (1963-64): Les quatre concepts fondamentaux de la psychanalyse. Paris: Seuil, 1973.
- Lacan, J.: Écrits. Paris: Seuil, 1966.
- Lacan, J (1969-70): L'envers de la psychanalyse. Paris: Seuil, 1991.
- Lacan, J. (1972-73): Encore. Paris: Seuil, 1975.

### Primærlitteratur på dansk
- Lacan, J. (2007): Min undervisning. Forlaget Drift

### Sekundærlitteratur på dansk
- Bjerre, Henrik Jøker (2022). Træning i at tænke: Jacques Lacan. I P. Nielsen (red.), Frankrigs store forfattere: Hovedpersonerne i fransk åndsliv fra Rabelais til Houellebecq og Piketty (s. 151-153). Informations Forlag.
- Rasmussen, Rene (1994): Jacques Lacans psykoanalyse. En indføring. København: Munksgaard